# Шо ле Пор
Шо ле Пор (фр. Chaux-lès-Port) насеље је и општина у источној Француској у региону Франш-Конте, у департману Горња Саона која припада префектури Везул.
По подацима из 2011. године у општини је живело 141 становника, а густина насељености је износила 33,98 становника/km². Општина се простире на површини од 4,15 km². Налази се на средњој надморској висини од 312 метара (максималној 277 m, а минималној 206 m).

## Демографија
| 1962. | 1968. | 1975. | 1982. | 1990. | 1999. | 2011. |
| ----- | ----- | ----- | ----- | ----- | ----- | ----- |
| 137   | 147   | 118   | 134   | 119   | 123   | 141   |

График промене броја становника у току последњих година